# Kanton Boulogne-Billancourt-1
Kanton Boulogne-Billancourt-1 is een kanton van het Franse departement Hauts-de-Seine. Het werd opgericht bij decreet van 24 februari 2014, met uitwerking in maart 2015.

Kanton Boulogne-Billancourt-1 maakt deel uit van het arrondissement Boulogne-Billancourt en telt 67.544 inwoners in 2017. 

## Gemeenten
Het kanton Boulogne-Billancourt-1 omvat het noordelijk deel van de gemeente Boulogne-Billancourt